# Varianza di genere
La varianza di genere, o non conformità di genere, è il comportamento o l'espressione di genere di un individuo che non corrisponde alle norme di genere maschili o femminili. Le persone che mostrano varianza di genere possono essere chiamate non-binarie e possono includere anche le persone transgender, ma in generale il termine si distingue dall'incongruenza di genere.